# 江原風花
江原 風花（えばら ふうか、2010年8月13日 - ）は、日本の子役、モデル。グランモデルズ、Sugar&Spice（業務提携）所属。愛知県名古屋市出身。

## 人物
5歳時にモデルとしてデビュー。その後は名古屋を拠点に全国区で活動している。
趣味は読書、ピアノ、カラオケ、スケートボード。特技はルービックキューブ、速読。算盤3級、書道3段、漢検7級を所持している。

## 出演作品

### テレビ番組
- ワクワク発見!ブリックキッズ（2019年4月7日 - 2019年12月22日、東海テレビ）
- 天才てれびくんhello,（NHK Eテレ）
  - 電空物語（2020年4月6日 - ） - 坂上風花 役
  - ソノマ・フウカ・メイの三陸鉄道旅（25分版：2022年2月3日、30分版：2022年2月11日）
  - 古墳にコーフン!レッツ墳活!! (2022年10月31日)
  - 第3回天才てれびくんhello,アカデミー賞 (2023年3月7日 - 3月8日)　- 坂上風花 役

### CM
- DCMアウトドアグッズ
- 和食麺処サガミ
  - 名古屋コーチン編
  - テイクアウト編
- マクドナルド「チキンマックナゲット15ピース~帰り道編」
- ハヤックス
- 野田塾2020
- イオンモール常滑
  - 「4th anniversary party」編
  - 「GW family carnival」告知広告編
- レゴランド・ジャパン
  - 「ブリッククリスマス」編
  - 2019夏CM
  - 「春がきた」編
  - 「ニンジャゴー・トレーニング・アカデミー」ポスター編
- Z-CRAFT広告
- 石川ダイハツ
  - リゾート編
  - ルームカフェ「目覚めろ!きみのニンジャ魂!」編
  - ショールーム編
- エサキホーム「ユトリンと会話」編
- くるピタランドセルカタログ
  - ミュージカル編
- 日進堂50周年記念CM
- Jネットレンタカー「Jネットレンタカーの歌/下校編」
- 鈴鹿サーキット2017春の新CM